# Mosojane
Mosojane – wieś w Botswanie w dystrykcie North East. Według spisu ludności z 2011 roku wieś liczyła 1210 mieszkańców.